# Perícope
Perícope (del grec περικοπη, "retall") és un fragment extret de certes obres literàries, especialment del Nou Testament, amb vista al seu estudi. Històricament i bibliogràficament el terme es fa servir per designar alguns evangeliaris abreujats que contenen només els passatges necessaris per a la missa, segons el calendari litúrgic. Són exemples notables les perícopes d'Enric II, (ca. 1000-1012) i les perícopes de Salzburg (ca. 1020), exemples d'art otonià a la Il·luminació de Manuscrits.

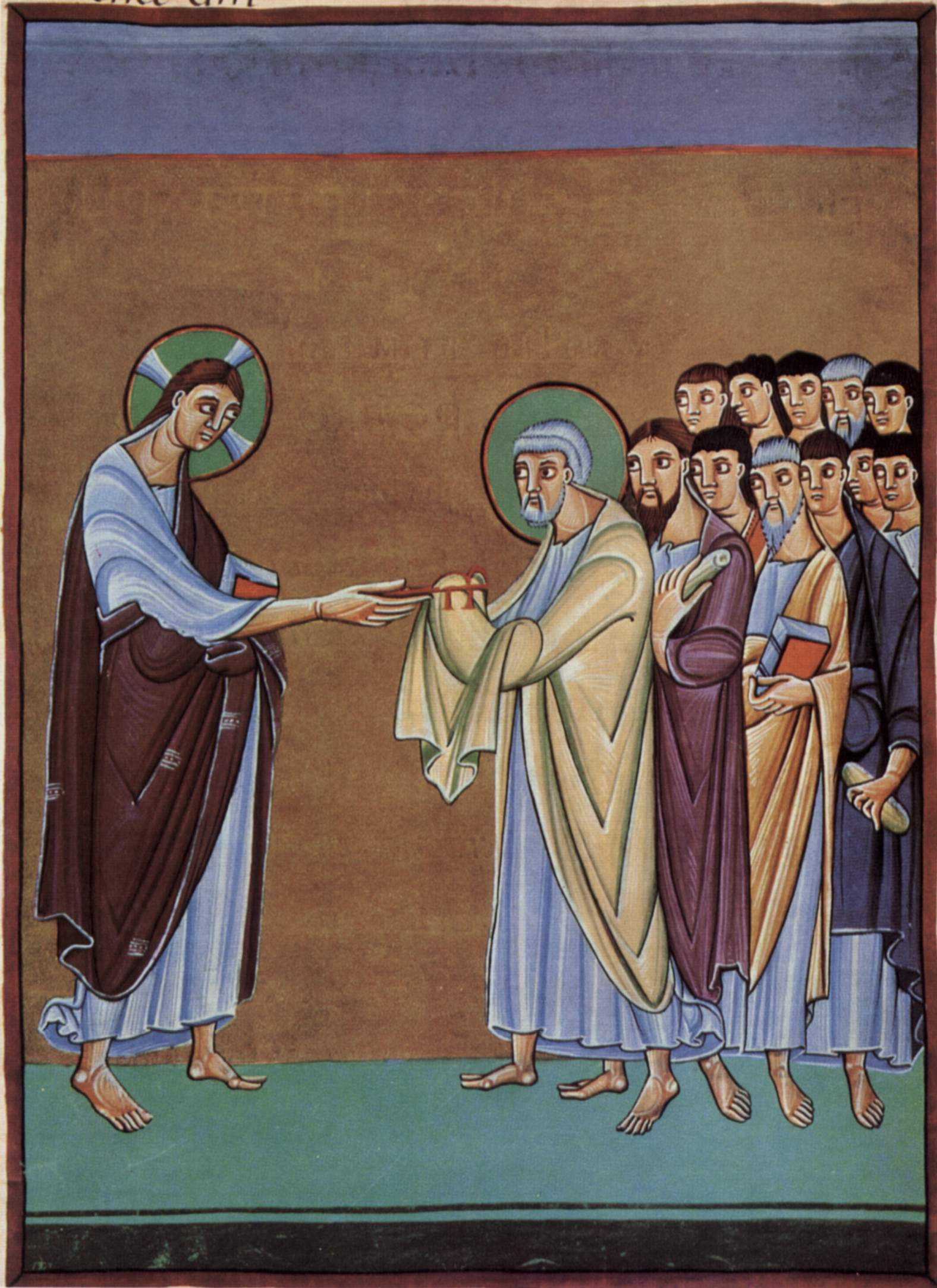
Miniatura de les Perícopes d'Enric II.
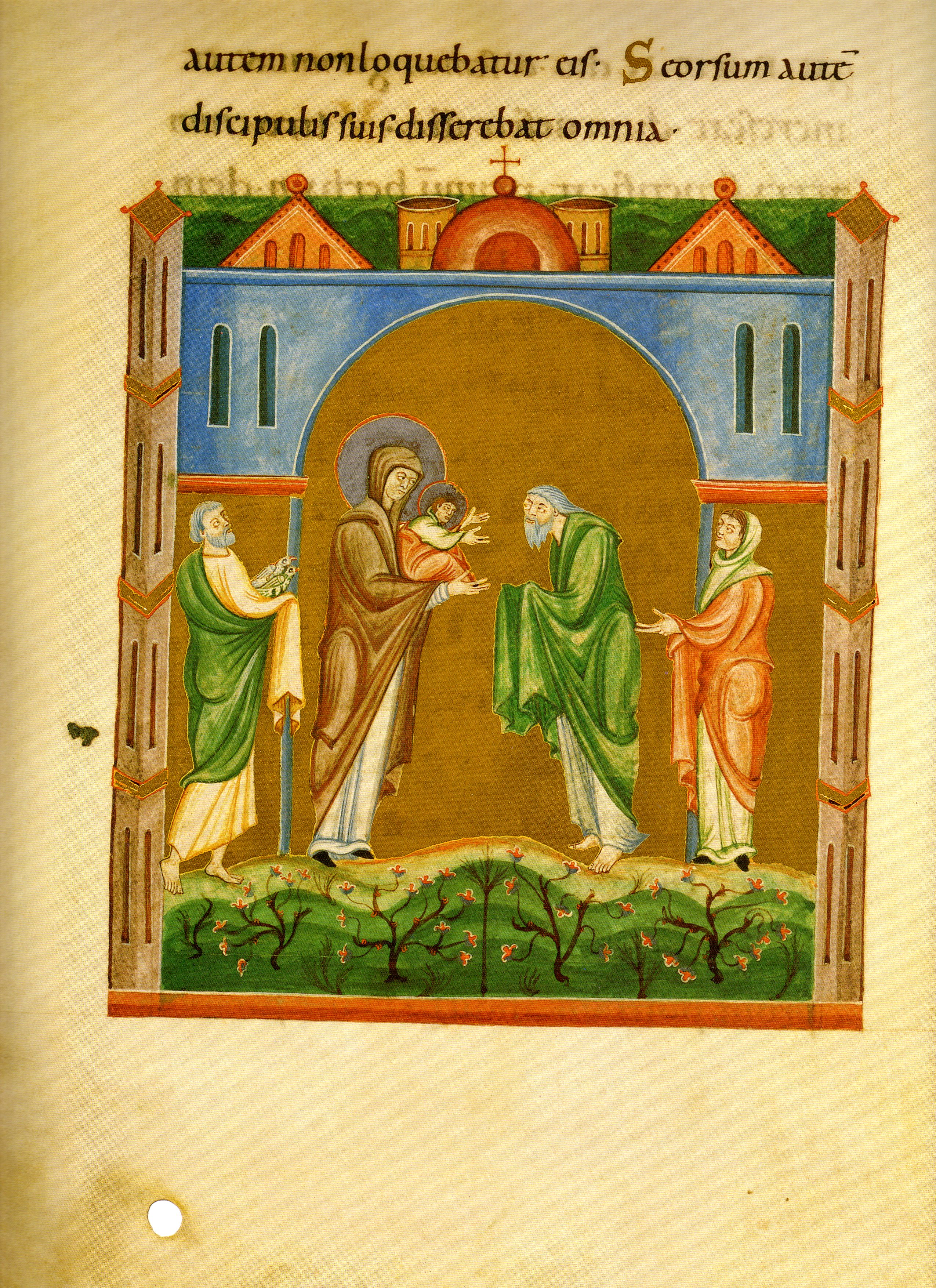
Miniatura de les Perícopes de Salzburg.

És també un concepte habitual en l'exegesi del Nou Testament. L'escola coneguda com a història de les formes el fa servir per a referenciar unitats textuals que corresponen a tradicions autònomes sobre Jesús de Natzaret, utilitzades pels evangelistes com a material per redactar els diferents evangelis.

En retòrica, perícope és un concepte què designa un grup de versos amb un sentit unitari coherent.